# 左鼎
左鼎（さ てい、1409年 - 1458年）は、明代の官僚。字は周器、号は立斎。本貫は吉安府永新県。

## 生涯
1442年（正統7年）、進士に及第した。1443年（正統8年）、南京監察御史に任じられた。ほどなく北京監察御史に転じ、巡按山西をつとめた。
1449年（正統14年）、土木の変で英宗がオイラトに連行されると、左鼎は太原諸府の税糧を免除し、大同の軍糧輸送の夫役を停止するよう請願した。エセン・ハーンが請和を申し出ると、左鼎はこれを受けてはいけないと主張した。ほどなく山東・河南で飢饉が起こると、左鼎は巡視に派遣された。
1453年（景泰4年）3月、左鼎は軍政を修め、成憲を遵守し、官の冗員を省くよう求める四事の上疏をおこなった。4月、同僚とともに救弊恤民の七事を言上した。左鼎は官にあっては清廉勤勉で知られ、御史の練綱と併称されて、「左鼎の手、練綱の口」といわれた。のちに広東右参政として出向した。
1457年（天順元年）、英宗が復位すると、郭登の進言により、左鼎は北京に召還されて左僉都御史となった。1458年（天順2年）1月、死去した。著書に『立斎集』があった。